# مارك كونسولوس
مارك كونسولوس (بالإنجليزية: Mark Consuelos)‏ مواليد 30 مارس 1971 في سرقسطة، هو ممثل أمريكي. بدأ مسيرته الفنية سنة 1995.

## الأعمال

### أفلام
- كبار رجال الشرطة (2010) (بدور: مانويل)
- مشية بين شواهد القبور (2014)

### مسلسلات
- أول ماي تشيلدرن (1995)
- فريندز (2001)
- هوب وفيث (2005)
- القانون والنظام: النية الإجرامية (2007)
- بيتي القبيحة (2008)
- القانون والنظام: الوحدة الخاصة للضحايا (2012) (بدور: مات مارتينيز)
- ألفا هاوس (2013) (بدور: آندي غوزمان)
- ريفرديل (2017)

## روابط خارجية
- مارك كونسولوس على موقع IMDb (الإنجليزية)
- مارك كونسولوس على موقع روتن توميتوز (الإنجليزية)
- مارك كونسولوس على موقع ألو سيني (الفرنسية)
- مارك كونسولوس على موقع أول موفي (الإنجليزية)
- مارك كونسولوس على موقع قاعدة بيانات الأفلام السويدية (السويدية)
- مارك كونسولوس على موقع إن إن دي بي (الإنجليزية)
- مارك كونسولوس على موقع قاعدة بيانات الفيلم (الإنجليزية)
- مارك كونسولوس على موقع كينوبويسك (الروسية)